# Acantilados de Alajeró, La Dama y Valle Gran Rey
Acantilados de Alajeró, La Dama y Valle Gran Rey este o arie protejată (arie de protecție specială avifaunistică — SPA) din Spania întinsă pe o suprafață de 722,89 ha, integral pe uscat.

## Localizare
Centrul sitului Acantilados de Alajeró, La Dama y Valle Gran Rey este situat la coordonatele 28°03′32″N 17°17′25″W / 28.0589°N 17.2904°V.

## Înființare
Situl Acantilados de Alajeró, La Dama y Valle Gran Rey a fost declarat arie de protecție specială avifaunistică în octombrie 2022 pentru a proteja 10 specii de animale.

## Biodiversitate
Situată în ecoregiunea , aria protejată nu include niciun habitat protejat.
La baza desemnării sitului se află mai multe specii protejate de  păsări (10): Bucanetes githagineus, Bulweria bulwerii, pasărea ogorului (Burhinus oedicnemus), Calonectris borealis, șoim călător (Falco peregrinus), Hydrobates pelagicus, vultur pescar (Pandion haliaetus), Puffinus lherminieri, chiră de baltă (Sterna hirundo), turturică (Streptopelia turtur).